# Riverside (együttes)
A Riverside egy lengyel progresszív metal együttes, amelyet 2001-ben Varsóban alapított meg Mariusz Duda (ének, gitár, basszusgitár), Piotr Grudziński (gitár) és Piotr Kozieradzki (dob).

## Zenei stílusuk
A Riverside zenéje a progresszív rock és a progresszív metal stílusjegyeiből merít. Olyan együttesek hatása érezhető a zenei stílusukon, mint az Opeth, a Tool, a Pink Floyd, a Dream Theater, a Porcupine Tree vagy az Anathema. Hosszú, szférikus, billentyűorientált részeket és kemény gitárriffeket kombinálnak. Az ének többnyire melankolikus, de egyes részekben rövid agresszív kitörések biztosítják a kontrasztot. A zenekar 10 éves születésnapja alkalmából kiadtak egy 3 dalból álló EP-t Memories In My Head címmel, és a turné második állomásaként Budapesten a Diesel clubban adtak koncertet.
A gitáros Piotr Grudzinski 2016. február 21-én elhunyt. A zenekar a következő üzenetet jelentette meg a honlapon angol és lengyel nyelven: 
"In our deepest pain and disbelief we would like to inform you that our dearest friend and brother Piotr Grudzinski has passed away this morning. We kindly ask you to respect the privacy of his family and friends."

## Diszkográfia

### Stúdióalbumok
- Out of Myself (2003)
- Second Life Syndrome (2005)
- Rapid Eye Movement (2007)
- Anno Domini High Definition(2009)
- Shrine Of The New Generation Slaves (2013)
- Love, Fear and the Time Machine (2015)
- Wasteland (2018)
- ID.Entity (2023)

### Kislemezek
- Loose Heart (2003)
- Conceiving You (2005)
- 02 Panic Room (2007)

### Promóciós CD-k, EP-k
- Riverside (Promóciós CD, 2003)
- Voices In My Head (EP, 2005)
- Memories In My Head(10 éves születésnapi EP, 2011)